# Jozef Gruska
Jozef Gruska (né en 1933) est un informaticien slovaque.

## Carrière
Gruska a obtenu son doctorat à l'académie slovaque des sciences à Bratislava en 1965, avec une thèse intitulée « Structural Uniqueness of Formal Languages », sous la direction de Štefan Schwarz. De 1968 à 1985, il est chercheur au Computing Research Centre de l'université à Bratislava ou chercheur à l'académie des sciences, avec plusieurs interruptions pour des séjours de longue durée à l'étranger. De 1990 à 1993, il est professeur invité à l’université de Hambourg, puis il retourne à Bratislava comme chercheur à l'académie des sciences. Depuis 1997, il est professeur à l'université Masaryk de Brno. Gruska était en 1989 un fondateur et, jusqu'en 1996, directeur du groupe de travail sir l'informatique théorique de l'IFIP .
Gruska s'intéresse à la complexité de description des grammaires et langages et aux automates cellulaires et systoliques.     
Dans les années 2000, il travaillait particulièrement sur l'informatique quantique, les automates quantiques, l'intrication quantique et la cryptographie. Il a organisé une série  de conférences asiatiques sur ce sujet.

## Prix et distinctions
Gruska est membre de l'Academia Europaea. En 1996, il a reçu le Computer Pioneer Award , en 2003, la médaille Bolzano de l'académie tchèque des sciences et en 1955 la médaille d'argent de l'IFIP.

## Livres
- Foundations of Computing, Thomson Learning, 1997, 716 p. (ISBN 978-1-85032-243-6).
- Quantum computing, Londres, McGraw-Hill Companies, 1999, 439 p. (ISBN 978-0-07-709503-1).